# ثاندمنتالز
ثاندمنتالز (انگلیسی: Thundamentals) یک گروه موسیقی هیپ‌هاپ استرالیایی است.